# Окупай-педофіляй
Окупай-педофіляй (рос. Оккупай-педофиляй) — російський та пострадянський праворадикальний рух проти педофілії, що діяв протягом 2010-х років. Рух заснував російський неонацист Максим Марцинкевич.

## Діяльність
Рух привернув увагу тим, що знімав свої напади на педофілів та гомосексуальних людей, після чого поширював відео в Інтернеті. Жертву заманювали за допомогою «наживки», неповнолітня особа зв'язувалася з жертвою в інтернеті, де узгоджувалась зустріч. Після цього жертва приходила додому до одного з організаторів, де ховався й сам Марцинкевич. Часто «наживка» просила жертву піти у ванну й помитися, після чого туди заходив Марцинкевич з людьми. Жертву допитували, за «неправильні» відповіді могли вдарити, в цей момент у відео був присутнім тільки звук. Деяким із жертв голили голову, змушували імітувати оральний секс, співати, танцювати. Як повідомляє Buzzfeed News, рух надихнув багатьох інших проводити «полювання на педофілів» за подібною схемою.
Згідно з редакційною статтею в академічному журналі Ethnoscripts, атаки «Окупай-педофіляй» почалися в Москві та поширилися на РФ, пізніше на пострадянський простір. Пік їхньої діяльності припав на 2013 рік, коли був ухвалений російський закон проти пропаганди ЛГБТ.
У 2014 році Human Rights Watch повідомила, що «Окупай-педофіляй» є найвідомішою з різноманітних російських груп ненависті, які вчиняють насильницькі напади на гомосексуальних людей та розміщують відео в Інтернеті, це явище почалося наприкінці 2012 року. У 3 із 114 проаналізованих відео мішенню також були гетеросексуальні чоловіки, які шукали сексу з неповнолітніми дівчатами.
Згідно з даними на сайті групи, вона має представництва у 22 містах Росії та України, в тому числі в Санкт-Петербурзі, Краснодарі, Калінінграді, Уфі, Рязані, Ростові, Тулі, Чебоксарах, Пермі, Оренбурзі, Омську, Йошкор-Олі, Великому Новгороді, Пскові, Казані, Самарі, Магнітогорську, Бєлгороді, Каменську-Уральському. Інші філії організації вказані у ВКонтакте, але не на сайті організації. Найбільш активними відділеннями за даними HRW є Краснодар і Санкт-Петербург. Станом на 3 грудня 2014 року на головній сторінці групи «ВКонтакте» було підписано понад 90 тис. У 2013 році група набула міжнародної популярності, коли націлилася на 20-річного південноафриканського студента Бєлгородського державного технологічного університету за програмою обміну та піддала насильству. Також в українському Луганську жертвою став, імовірно, громадянин Туреччини.
«Окупай-педофіляй» описана в документальному фільмі Бена Стіла 2014 року Hunted: The War Against Gays in Russia разом із подібною групою «Батьки Росії». Стіл знімав планування групою та фізичні напади.
Максима Марцинкевича, лідера руху, засудили до більш ніж п'яти років позбавлення волі за розпалювання етнічної чи расової ворожнечі, не пов'язаної з нападами на геїв, але після апеляції у 2014 році його вирок скоротили до трьох років.
Human Rights Watch повідомляє, що «вплив на жертв нападів у стилі „Окупай-педофіляй“ може бути серйозним». Деякі постраждалі отримали переломи кісток та інші серйозні травми. Інші розвинули депресію або тривогу в результаті нападів або залишилися вдома через страх перед нападами.
18 березня 2015 року Марцинкевичу висунули нові звинувачення у розбої та хуліганстві, термін перебування під арештом було продовжено.
16 вересня 2020 року, за вісім місяців до виходу з ув'язнення, Марцинкевича було знайдено мертвим у СІЗО Челябінська, за офіційною версією, це було самогубство, хоча друзі та родичі Максима, в тому числі Сергій Коротких, відомий як «Боцман», це заперечують.

## Діяльність в Україні
В 2013 році Максим Марцинкевич приїхав до Києва на запрошення українського відділення Окупай-педофіляй. Почалась серія випусків, знятих в Україні, що отримала назву «Голубятня Геть». Крім столиці, «сафарі», як називав його Марцинкевич, було проведено в таких містах як Львів, Харків, Запоріжжя, Одеса, Кривий Ріг, Луганськ та Севастополь.
В Луганську педофілом виявився студент з Іраку, який, ймовірно, через побоювання щодо своєї подальшої долі, після випуску покінчив життя самогубством.
«Севастопольський випуск» закінчився скандалом. «Героєм» виявився учасник «X-фактору», молодий співак Олександр Богун. В Інтернет було опубліковано відео, в якому Марцинкевич знущається з Богуна, зістригає йому волосся, примушує імітувати оральний секс з «фалоімітатором», розмальовує йому тіло маркером. Заляканий Богун виконує всі «накази» Марцинкевича, клянеться перед Богом більше не займатись сексом з дітьми. Проте на цьому знущання не закінчуються. Марцинкевич заставляє жертву випити сечу, а також облитись нею, після чого Богун, ймовірно, під тиском, зізнається в «очищенні».
Після цього постраждалий звернувся в тодішню міліцію, де була відкрита кримінальна справа за ч. 1 ст. 296 КК України.